# 호텔 나루 서울 엠갤러리
호텔 나루 또는 호텔 나루 서울 엠갤러리(영어: Hotel Naru Seoul MGallery)는 대한민국 서울특별시 마포구에 위치한 호텔이다. 아코르의 럭셔리 호텔 브랜드 엠갤러리 소속이다.

## 시설
지상 24층, 지하 5층 규모로 연면적 약 4만 4천 제곱미터에 달한다.

### 객실
총 196개의 객실을 운영 중이다. 슈페리어와 디럭스, 프리미어, 패밀리, 스위트 등 5개 등급으로 구성됐다. 최상위 객실로는 약 56평 규모의 '나루 스위트'가 있다.
- 슈페리어
- 디럭스: 디럭스 리버, 디럭스 리버 트윈
- 프리미어: 프리미어 남산, 프리미어 리버
- 패밀리: 패밀리 트윈
- 스위트: 남산 스위트, 프리미어 리버 스위트, 밤섬 스위트, 나루 스위트

### 레스토랑 & 바
- 레스토랑 부아쟁: 프렌치 레스토랑 및 올데이 다이닝이다. 2024년 《블루리본 서베이》의 '리본 2개' 맛집으로 선정됐다.
- 바 부아쟁
- 라운지 & 데크
- 마포 에이트
- 더 풀

### 기타 시설
피트니스 센터와 실내 수영장, 사우나를 운영하고 있다. 특히 호텔 최상층에 위치한 '인피니티 풀'은 한강과 여의도, 밤섬 등을 조망 가능하다.